# Max Barnofsky
Max Rico Barnofsky (* 5. März 1995 in Berlin) ist ein deutscher Fußballspieler.

## Karriere
Barnofsky spielte in seiner Jugend bei Schwarz-Weiß Neukölln, BFC Preussen und Hertha Zehlendorf. Im Sommer 2013 schloss er sich der U-19 des Halleschen FC an. In seiner ersten Saison 2013/2014 kam er nicht nur bei der U-19 zum Einsatz, sondern auch bei der 2. Mannschaft in der Oberliga Nordost.
Zur Spielzeit 2015/2016, wurde er in die 1. Mannschaft hochgezogen. Sein Debüt in der 3. Liga gab Barnofsky am 3. Oktober 2015, dem 12. Spieltag. Beim 1:0-Heimsieg gegen den FC Erzgebirge Aue, wurde er in der 90. Minute für Sören Bertram eingewechselt. Sein Vertrag lief zum Saisonende 2017/18 aus und wurde nicht verlängert.
Zur Saison 2018/19 wechselte er zum italienischen Zweitligisten FC Carpi. Beim Carpi FC kam er zu keinem Einsatz und verließ den Club im Sommer 2019. In der Saison 2019/20 spielte Barnofsky in der Serie C (3. Liga) beim AC Gozzano. Von Juli bis Dezember 2020 folgte ein kurzes Gastspiel in der Serie D (4. Liga) beim FC Messina, danach schloss er sich dem Ligakonkurrenten Cittanova Calci an. 
Im September 2021 wechselte er innerhalb der Serie D zum ASD San Luca.  

## Erfolge
- Sachsen-Anhalt-Pokal-Sieger: 2016